# Тогадия, Правин
Правин Бхай Тогадия (англ. Pravin Bhai Togadia; род. 12 декабря 1956) — индийский общественный, политический и религиозный деятель, генеральный секретарь индуистской ультраправой организации Вишва хинду паришад (ВХП). По профессии — хирург-онколог. Участвует в индуистской ультраправой политике с ранних лет: в 1979 году, в возрасте 22 лет, был назначен главным инструктором в подготовительном лагере офицеров Раштрия сваямсевак сангха (РСС).
В своих интервью утверждает, что не является противником религиозных меньшинств в Индии и не поддерживает насилие в движении хиндутвы. Тогадия называет возглавляемую им ВХП международной организацией, защищающей права индуистов. Он также утверждает, что бо́льшая часть работы по эмансипации низших каст делается индуистскими организациями, а не христианскими миссионерами.